# Evarcha rotundibulbis
Evarcha rotundibulbis là một loài nhện trong họ Salticidae.
Loài này thuộc chi Evarcha. Evarcha rotundibulbis được Wanda Wesołowska & Tomasiewicz miêu tả năm 2008.